# Комнины
Комни́ны (греч. Κομνηνοί), реже Комнены, Компины — византийский аристократический род и императорская династия, правившая в Византии в 1057—1059, 1081—1185 гг. и в Трапезунде в 1204—1461 (под именем «Великих Комнинов»).

## Происхождение
По данным Михаила Пселла, Комнины — выходцы из местечка Комни под Филиппополем во Фракии, обладатели крупных земельных наделов в Пафлагонии (вокруг Кастамона). Об этом упоминает Иоанн VI Кантакузин и данная точка зрения общепринята в современной науке.
Первым из Комнинов на страницы летописей попал Мануил Эротик Комнин, защищавший в 978 году Никею от мятежного военачальника Варды Склира. Первый Комнин на императорском престоле, Исаак, был его сыном. Он правил всего два года (1057—1059), после чего престол на 22 года перешёл к Дукам. Некоторые из Комнинов (особенно в XIII веке) носили двойную фамилию «Комнин-Дука», чтобы подчеркнуть происхождение от обеих династий: Алексей I женился на Ирине Дукине, внучатой племяннице Константина X Дуки, сменившего Исаака I на троне в 1059 году.

## Комниновский период
Главную опору Комнинов составляли военно-феодальная знать и расцветшие провинциальные города. При Комнинах завершилось оформление основных институтов феодального общества. За счёт предоставления феодалам широких привилегий шло укрепление их власти. Комнины содействовали дальнейшему закрепощению крестьянства; при них значительно возрос налоговый гнёт. Игнорируя интересы византийских ремесленников и торговцев, Комнины предоставляли многочисленные льготы, торговые привилегии итальянским купцам, которые со временем захватили ключевые позиции не только во внешней, но и во внутренней торговле (что в дальнейшем привело к глубокому упадку городов). Церковь, игравшая самостоятельную роль, при Комнинах с конца XI в. стала послушным исполнителем воли светского главы государства.
Первые правители династии Комнинов Алексей I (1081—1118), Иоанн II (1118—1143) и Мануил I (1143—1180) были одарёнными государственными деятелями. Им, особенно Алексею I, удалось вывести империю из глубокого кризиса, победить мятежных магнатов и упрочить власть своей династии. Ведя активную внешнюю политику, Комнины отвоевали у сельджуков всё малоазийское побережье, временно подчинили Сербию и Венгрию, боролись за гегемонию Византии в Италии, успешно предотвратили конфликты с крестоносцами I и II крестовых походов. В этот период Византия вновь выступила на международной арене как великая европейская держава.
Но эти успехи первых Комнинов не могли быть прочными в Византии, которая уже стояла перед катастрофой. В последние десятилетия XII в. при преемниках Мануила I внешняя ситуация резко обострилась, Византия была вынуждена перейти к обороне. В это же время Византийское государство было ввергнуто в пучину смут и междоусобиц. Начались выступления народных масс городов, недовольных экономическим засильем иностранцев. На волне этих движений к власти в 1183 г. пришёл двоюродный брат императора Мануила I — Андроник I Комнин (1183—1185), одна из наиболее колоритных фигур на византийском престоле. Его попытки с помощью реформ стабилизировать положение не имели успеха. Военные поражения и растущее недовольство самовластным правлением василевса привели к свержению в 1185 г. Андроника I с престола. Андроник был схвачен разъярённым константинопольским плебсом и предан мучительной казни. В 1185 г. к власти пришла династия Ангелов.

## Комниновское пророчество
При дворе Мануила I Комнина было популярно пророчество, согласно которому из первых букв имён императоров династии Комнинов составится греческое слово αιμα, то есть «кровь». Предшественниками Мануила на ромейском престоле были Алексей и Иоанн Комнины. Историки полагают, что именно ради исполнения пророчества Мануил дал своему сыну имя Алексей (а не Иоанн, как можно было ожидать в соответствии с принципами средневековой ономастики). То же самое имя он выбрал для своего зятя Белы, который одно время рассматривался им в качестве вероятного наследника.
После смерти Мануила, престол перешёл его малолетнему сыну Алексею II. Но спустя год, его сверг и убил двоюродный брат покойного — Андроник I Комнин. Тем самым, пророчество AIMA стартовало заново. Новый правитель опасался свержения со стороны человека, чьё имя начиналось на букву I. Андроник считал им своего родственника Исаака Комнина, захватившего Кипр. Однако угроза пришла к узурпатору со стороны другого Исаака — Ангела. Он свергнул Комнина с престола империи, и после этого пророчество утратило смысл и силу.

## Великие и Малые Комнины
Потомки Андроника I правили Трапезундской империей два с половиной века вплоть до её уничтожения турками в 1461 году. Долгое время они рассматривали византийских императоров как узурпаторов трона, который по праву принадлежал их предкам. Трапезундские Комнины вступали в брачные союзы с крупными грузинскими феодалами — Багратионами, Джакели, Гуриели. От Алексея IV Великого Комнина и Иоанна IV по женской линии происходили Сефевиды и Великие Моголы.
Кроме «великих», в источниках упоминаются ещё и «малые Комнины» — представители боковых ветвей рода. Их генеалогию невозможно восстановить с точностью. Малые Комнины продолжали пользоваться почётом в среде греческой диаспоры и после падения Константинополя; некоторые ветви дожили до XX века.